# استاریه کارامالی
استاریه کارامالی (به لاتین: Staryye Karamaly) یک منطقهٔ مسکونی در روسیه است که در باشقیرستان واقع شده‌است.